# Psammochloa villosa
Psammochloa villosa är en gräsart som först beskrevs av Carl Bernhard von Trinius, och fick sitt nu gällande namn av Norman Loftus Bor. Psammochloa villosa ingår i släktet Psammochloa och familjen gräs. Inga underarter finns listade i Catalogue of Life.